# Vitesse individuelle féminine aux Jeux olympiques d'été de 1988
Navigation
Atlanta 1992
La vitesse individuelle féminine est l'une des sept compétitions de cyclisme sur piste aux Jeux olympiques de 1988. Elle a lieu du 21 au 24 septembre 1988 au sein du Vélodrome Olympique de Séoul. Les duels sont disputés sur 3 tours de piste (soit 750 mètres) et les temps sont calculés sur les 200 dernier mètres.
L'Estonienne Erika Salumäe remporte le premier titre de championne olympique de la discipline, sous les couleurs de l'URSS.

## Résultats

### Qualifications (21 septembre)
À l'issue des 200 mètres contre-la-montre, les 12 coureuses sont qualifiées et réparties dans un premier tour en fonction de leur temps.
| Rang | Coureuse                    | Pays               | Temps    | Moyenne     | Records |
| ---- | --------------------------- | ------------------ | -------- | ----------- | ------- |
| 1    | Erika Salumäe               | URSS               | 11 s 527 | 62,462 km/h | (RO)    |
| 2    | Isabelle Gautheron          | France             | 11 s 611 | 62,010 km/h |         |
| 3    | Christa Luding-Rothenburger | Allemagne de l'Est | 11 s 692 | 61,581 km/h |         |
| 4    | Connie Paraskevin-Young     | États-Unis         | 11 s 845 | 60,785 km/h |         |
| 5    | Julie Speight               | Australie          | 11 s 955 | 60,226 km/h |         |
| 6    | Louise Jones                | Grande-Bretagne    | 12 s 287 | 68,598 km/h |         |
| 7    | Elisabetta Fanton           | Italie             | 12 s 303 | 58,522 km/h |         |
| 8    | Yang Hsiu-chen              | Taipei chinois     | 12 s 374 | 58,186 km/h |         |
| 9    | Kim Jin-yeong               | Corée du Sud       | 12 s 416 | 57,990 km/h |         |
| 10   | Seiko Hashimoto             | Japon              | 12 s 425 | 57,948 km/h |         |
| 11   | Zhou Suying                 | Chine              | 12 s 477 | 57,706 km/h |         |
| 12   | Beth Tabor                  | Canada             | 12 s 588 | 57,197 km/h |         |

### Premier tour (21 septembre)
Le premier tour consiste en quatre séries de trois coureuses réparties en fonction du temps des qualifications. Les vainqueurs accèdent au deuxième tour, les perdantes vont en repêchage.
| Série | Rang | Coureuse                    | Pays               | Temps    | Moyenne     | Qualifiées |
| ----- | ---- | --------------------------- | ------------------ | -------- | ----------- | ---------- |
| 1     | 1    | Erika Salumäe               | URSS               | 12 s 830 | 56,118 km/h | Q          |
| 1     | 2    | Yang Hsiu-chen              | Taipei chinois     |          |             |            |
| 1     | 3    | Kim Jin-yeong               | Corée du Sud       |          |             |            |
| 2     | 1    | Isabelle Gautheron          | France             | 12 s 220 | 58,920 km/h | Q          |
| 2     | 2    | Seiko Hashimoto             | Japon              |          |             |            |
| 2     | 3    | Elisabetta Fanton           | Italie             |          |             |            |
| 3     | 1    | Christa Luding-Rothenburger | Allemagne de l'Est | 12 s 240 | 58,823 km/h | Q          |
| 3     | 2    | Zhou Suying                 | Chine              |          |             |            |
| 3     | 3    | Louise Jones                | Grande-Bretagne    |          |             |            |
| 4     | 1    | Connie Paraskevin-Young     | États-Unis         | 12 s 110 | 59,455 km/h | Q          |
| 4     | 2    | Julie Speight               | Australie          |          |             |            |
| 4     | 3    | Beth Tabor                  | Canada             |          |             |            |

#### Premier tour - Repêchages (21 septembre)
Les six perdantes du premier tour se mesurent dans deux séries de trois coureuses, chaque gagnante est repêchée pour les quarts de finale. Les perdantes sont éliminées.
| Série | Rang | Coureuse          | Pays            | Temps    | Moyenne     | Qualifiées |
| ----- | ---- | ----------------- | --------------- | -------- | ----------- | ---------- |
| 1     | 1    | Yang Hsiu-chen    | Taipei chinois  | 12 s 800 | 56,25 km/h  | Q          |
| 1     | 2    | Beth Tabor        | Canada          |          |             |            |
| 2     | 1    | Louise Jones      | Grande-Bretagne | 12 s 360 | 58,252 km/h | Q          |
| 2     | 2    | Seiko Hashimoto   | Japon           |          |             |            |
| 3     | 1    | Zhou Suying       | Chine           | 12 s 650 | 56,917 km/h | Q          |
| 3     | 2    | Elisabetta Fanton | Italie          |          |             |            |
| 4     | 1    | Julie Speight     | Australie       | 13 s 040 | 55,215 km/h | Q          |
| 4     | 2    | Kim Jin-yeong     | Corée du Sud    |          |             |            |

### Quarts de finale (22 septembre)
Pendant ces quatre quarts de finale, les coureuses s'affrontent dans des duels au meilleur des trois manches. Les quatre gagnantes se qualifient pour les demi-finales, alors que les éliminées s'affronteront pour les places 5 à 8.
| Série | Rang | Coureuse                    | Pays               | Manche 1 | Manche 2 | Manche 3 | Qualifiées |
| ----- | ---- | --------------------------- | ------------------ | -------- | -------- | -------- | ---------- |
| 1     | 1    | Erika Salumäe               | URSS               | 12 s 340 | 11 s 810 |          | Q          |
| 1     | 2    | Louise Jones                | Grande-Bretagne    |          |          |          |            |
| 2     | 1    | Isabelle Gautheron          | France             | 12 s 130 | 11 s 900 |          | Q          |
| 2     | 2    | Yang Hsiu-chen              | Taipei chinois     |          |          |          |            |
| 3     | 1    | Christa Luding-Rothenburger | Allemagne de l'Est | 11 s 800 | 11 s 630 |          | Q          |
| 3     | 2    | Julie Speight               | Australie          |          |          |          |            |
| 4     | 1    | Connie Paraskevin-Young     | États-Unis         | 12 s 850 | 12 s 940 |          | Q          |
| 4     | 2    | Zhou Suying                 | Chine              |          |          |          |            |

### Demi-finales (23 septembre)
Les coureuses s'affrontent dans des duels au meilleur des trois manches. Les deux gagnantes se qualifient pour la finale.
| Série | Rang | Coureuse                    | Pays               | Manche 1 | Manche 2 | Manche 3 | Qualifiées |
| ----- | ---- | --------------------------- | ------------------ | -------- | -------- | -------- | ---------- |
| 1     | 1    | Erika Salumäe               | URSS               | 12 s 380 | 12 s 220 |          | Q          |
| 1     | 2    | Connie Paraskevin-Young     | États-Unis         |          |          |          |            |
| 2     | 1    | Isabelle Gautheron          | France             |          | 11 s 790 |          |            |
| 2     | 2    | Christa Luding-Rothenburger | Allemagne de l'Est | 11 s 920 |          | 11 s 890 | Q          |

### Classement 3-4 (24 septembre)
Les coureuses s'affrontent pour la médaille de bronze au meilleur des trois manches.
| Rang | Coureuse                | Pays       | Manche 1 | Manche 2 | Manche 3 |
| ---- | ----------------------- | ---------- | -------- | -------- | -------- |
| 1    | Connie Paraskevin-Young | États-Unis | 14 s 07  | 12 s 41  |          |
| 2    | Isabelle Gautheron      | France     |          |          |          |

### Finale (24 septembre)
La finale se dispute au meilleur des trois manches. Christa Luding-Rothenburger remporte la première manche mais Erika Salumäe remporte les deux manches suivantes et devient championne olympique.
| Rang | Coureuse                    | Pays               | Manche 1 | Manche 2 | Manche 3 |
| ---- | --------------------------- | ------------------ | -------- | -------- | -------- |
| 1    | Erika Salumäe               | URSS               |          | 12 s 0   | 12 s 58  |
| 2    | Christa Luding-Rothenburger | Allemagne de l'Est | 11 s 68  |          |          |

### Classement final
- Résultats des matchs de classement
- Classement final

## Sources
- Résultats